# (3163) Randi

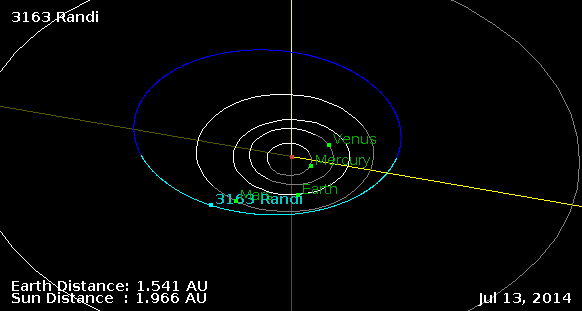
Órbita del asteroide (3163) Randi el día 13 de junio de 2014

(3163) Randi es un asteroide que forma parte del grupo de los asteroides que cruzan la órbita de Marte y fue descubierto por Charles Thomas Kowal el 28 de agosto de 1981 desde el observatorio del Monte Palomar, Estados Unidos.

## Designación y nombre
Randi se designó inicialmente como 1981 QM.
Más tarde, en 1996, fue nombrado en honor del ilusionista canadiense James Randi.

## Características orbitales
Randi está situado a una distancia media del Sol de 2,393 ua, pudiendo alejarse hasta 3,197 ua y acercarse hasta 1,59 ua. Su inclinación orbital es 3,087 grados y la excentricidad 0,3357. Emplea en completar una órbita alrededor del Sol 1352 días.

## Características físicas
La magnitud absoluta de Randi es 13,9 y el periodo de rotación de 59,5 horas.